# Epizoanthus jingxingensis
Epizoanthus jingxingensis is een Zoanthideasoort uit de familie van de Epizoanthidae. De wetenschappelijke naam van de soort is voor het eerst geldig gepubliceerd in 1998 door Pei.